# تكافؤ النتائج

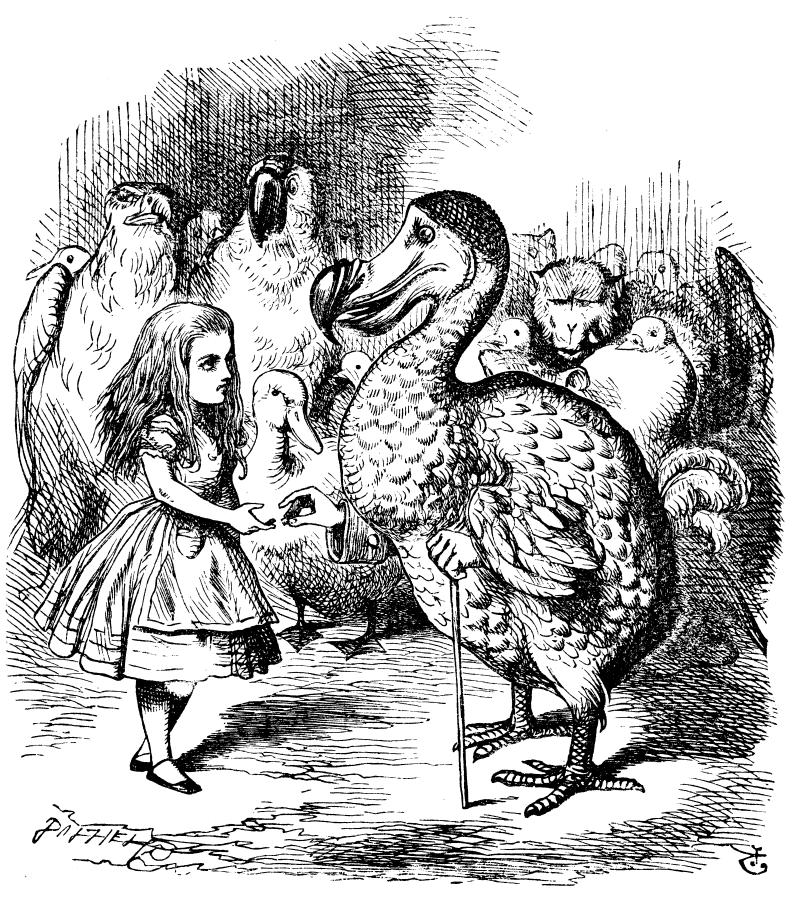

تكافؤ النتائج، أو تكافؤ الظروف، أو تكافؤ المخرجات هو مفهوم سياسي ومركزي لبعض الأيدولوجيات السياسية، ويُستخدم بصورة منتظمة خلال الخطابات السياسية، وغالبًا ما يُعد نقيضًا لمصطلح تكافؤ الفرص، ويصف الحالة التي يتساوى فيها الأفراد تقريبًا في الثروة والدخل أو ظروف الحياة الاقتصادية العامة. وتنطوي النتائج المتكافئة عمومًا على تقليل أو إزالة الفروقات المادية بين الأفراد أو العائلات في المجتمع، وعادة ما تشمل نقل الدخل أو الثروة من الأفراد الأكثر غنى إلى الأفراد الأكثر فقرًا، أو تبني تدابير أخرى لتعزيز تكافؤ الظروف. وقد ينطوي عليه أيضًا تكافؤ الأمور المهمة والقيّمة في الحياة. عرّف تقرير مجلة الفلسفة السياسية مصطلح تكافؤ النتائج أنه: «المساواة في الحال التي ينتهي إليها الأشخاص عوضًا عن الحال التي بدؤوا عندها»، لكنه اعتُبر تعريفًا مبسّطًا لأنه لم ينجح في تحديد ما المفترض له أن يكون متساويًا في المقام الأول.

## المصطلح في الجدال السياسي
يحمل مفهوم تكافؤ النتائج أهمية في الصراع بين المواقف السياسية المتباينة، لأن مفهوم المساواة يعتبر أمرًا إيجابيًا بشكل عام، وهو متأصل بعمق في بنية السياسة الحديثة. غير أنه يوجد العديد من الخلافات السياسية حول المعنى الدقيق للمساواة. إذ أنها ليست ظاهرة جديدة، فعلى مرّ التاريخ والحضارات الإنسانية، حدثت صراعات عديدة بين الموسِرين والمُعسِرين، وكانت محط اهتمام الفلاسفة مثل أرسطو، في أطروحته السياسة. وفي صحيفة الجارديان، كتب المحلل جوليان جلوفر أن المساواة شكلت تحديًا للأحزاب اليمينية واليسارية واقترح أن تكون مهمة مؤيدي النزعة اليسارية «فهم استحالة المساواة وعدم الرغبة»، بينما يتولى مؤيدو النزعة اليمينية مهمة «إدراك أن المجتمع المنقسم والهرمي لا يمكن أن يكون عادلًا- كأفضل مفهوم لتلك الكلمة- ».
- يؤمن المحافظون الليبراليون الكلاسيكيون بتكافؤ الفرص لا تكافؤ النتائج. فمن وجهة نظرهم، الحياة ليست عادلة، لكن هذا هو الحال، غير أنهم ينتقدون محاولات مكافحة الفقر عن طريق إعادة التوزيع ويعتبرونها غير فعالة، بسبب وجود مشاكل سلوكية وثقافية أكثر خطورة تحجز الفقراء في الفقر.[6] وغالبًا ما انتقد اليساريون اليمينيين لمبالغتهم في تبسيط مفهوم تكافؤ النتائج وتفسير مصطلح النتائج بشكل متشدد ليعني كميات متساوية تمامًا لجميع الأشخاص.[7] وفي صحيفة الجارديان، انتقد المعلق إيد روكسبي التبسيط المبالغ به لدى اتجاه اليمين، وأشار إلى أن مؤيدي النزعة اليسارية الجادين لن يفسروا المساواة على أنها «مساواة مطلقة في كل شيء». وكتب روكسبي أن ماركس فضّل المنصب الموصوف في عبارة «من كل حسب قدرته إلى كل حسب حاجته»[4] وجادل أنه لم يتضمن المساواة الحازمة للأشياء، وإنما عنى أن الأشخاص طلبوا «أشياءً مختلفة بنسب مختلفة من أجل الازدهار».[4]
- يميل الليبراليون ومؤيدو الليبرالية الاقتصادية أمثال فريدريش هايك وميلتون فريدمان إلى رؤية تكافؤ النتائج بشكل سلبي، وجادلوا أن أي جهد مبذول لإحداث تكافؤ في النتائج يتضمن بالضرورة ولسوء الحظ إكراهًا من الحكومة. وكتب فريدمان أن السعي وراء تكافؤ النتائج يترك معظم الأشخاص «دون مساواة ودون فرصة».[8]
- أشار المحلل جلين أوليفر إلى أن اليساريين يؤمنون بتكافؤ الفرص والنتائج.[9] وتتمثل أحد المواقف اليسارية من هذا المفهوم أنه من التبسيط تحديد المساواة في نتائج جامدة، وذلك نظرًا للاختلافات الكبيرة في الأولويات والأذواق والاحتياجات، لذلك من الأجدر توجيه هذا السؤال: «ما الذي ينبغي مساواته تحديدًا؟».[10] وفي ستينات القرن العشرين في الولايات المتحدة خلال دراسة المصاعب الاقتصادية التي يعاني منها الأمريكيون الأفارقة المحتجزون في تيار الفقر، دعا الزعيم اليساري ليندون بينز جونسون إلى إنهاء السياسات التي عززت العزل العنصري والتمييز، واقترح تنفيذ خطوات لإنهاء «الظلم الاقتصادي» بتحويل «تكافؤ الفرص إلى تكافؤ النتائج»، فضلًا عن رسم برامج لتحويل الثروة بكميات متفاوتة. وآنذاك كتب أحد الكتاب موضحًا ذلك الموقف الوسطي، فقال: «ثبتت العدالة، فلا يُترك الأشخاص للمناضلة من أجل أنفسهم من جهة، عندما لا يضمنون تكافؤ النتائج من جهة أخرى، لكنهم يحصلون على الأدوات اللازمة لتحقيق الحلم الأمريكي إذا عملوا بجدّ». أظهرت وسائل الإعلام تهكمًا عن عدم رغبة الطرفين -بما في ذلك المواقف السياسية السائدة- بفعل أي شيء جوهري، لكن المصطلح الغامض «العدالة» يُستخدم للتستر على البطالة، لأنه من الصعب تحديد ما تعنيه «العدالة» بالضبط. وكتب جوليان جلوفر بأن العدالة «لا تفرض أي إجراءات قهرية» وشبهها «بمثالية الغلاف الجوي، والغاز الخفي، والجو الخانق» وباستعمال تعبير ونستون تشرشل «فكرة سعيدة».[5]
- يناصر الديمقراطيون الاشتراكيون تكافؤ النتائج في ظل الرأسمالية، فيروّجون لها عادة من خلال سياسات إعادة التوزيع الاجتماعية، مثل فرض الضرائب التصاعدية، وتوفير الخدمات العامة الشاملة.
- وفقًا لجلين أوليفر، يؤمن الاشتراكيون غالبًا بتكافؤ الفرص دون تكافؤ النتائج. وغالبًا ما يعتبرون «تحقيق أكبر قدر من تكافؤ النتائج» هدفًا إيجابيًا طويل المدى، وبذلك يحصل الأفراد على فرص وصول متساوية لوسائل الإنتاج والاستهلاك. وجدير بالذكر أنّ بيرناردشو كان واحدًا من الاشتراكيين النظريين الذين نادوا بالمساواة الاقتصادية الكاملة في النتائج في بداية الحرب العالمية الأولى. وترى الغالبية العظمى من الاشتراكيين أنّ الاقتصاد المثالي هو الاقتصاد الذي تتناسب فيه الأجور على الأقل مع درجة الجهد والتضحية الشخصية التي يبذلها الأفراد في العملية الإنتاجية. وعبر كارل ماركس عن ذلك المصطلح الأخير بمقولته الشهيرة: «إلى كل حسب مساهمته».

## مقارنات مع المفاهيم ذات الصلة
غالبًا ما يُقارن مفهوم تكافؤ النتائج مع مفاهيم تكافؤ ذات صلة، وخاصةً مفهوم تكافؤ الفرص. فبشكل عام، يحيط الجدل بمعظم تفسيرات مفهوم التكافؤ، ويراه أصحاب وجهات النظر السياسية المختلفة بشكل مختلف، غير أن جميع المصطلحات ذات الصلة بالتكافؤ وتكافؤ النتائج هي الأكثر إثارة للجدل والاختلاف.
- تكافؤ الفرص. يصف هذا المفهوم بشكل عام المنافسة العادلة للحصول على الوظائف والمناصب المهمة، بما يمكن المتنافسين من التمتع بفرص متساوية للفوز بتلك المناصب،[11] ولا يُحكم على المتقدمين أو تتم عرقلتهم بالتمييز التعسفي وغير العادل. ويستلزم تكافؤ الفرص «استبعاد التمييز التعسفي في عملية الاختيار».[12][13] ويُطبق هذا المفهوم عادًة في مواقف العمل، لكنه طُبق في مجالات أخرى مثل الإسكان، والإقراض، وحقوق التصويت. ووفقًا لبعض الآراء، فإن المغزى منه هو حصول الباحثين عن العمل على «فرص متساوية للتنافس في إطار عمل الأهداف وبُنية القواعد الموضوعة»،[14] يُرى بشكل عام أنه قيمة إجرائية للمعاملة العادلة وفقًا للقواعد.[15]
- يُعد مفهوم «المساواة في الحكم الذاتي» جديد نسبيًا، وهو منظور هجين طوره الفيلسوف أمارتيا سن، ويمكن تعريفه كالتالي «القدرة والوسائل التي تمكننا من اختيار مسار حياتنا، ينبغي نشرها بشكل متساوي قدر الإمكان في المجتمع».[16] فهو فرصة الأفراد للتكافؤ نحو التمكين، أو فرصة لتطوير إمكانياتهم عوضًا عن تكافؤ السلع أو الفرص. وفي دليل تعليمي، فُسرت المساواة في الحكم الذاتي أنها «المساواة في درجة التمكين التي يحصل عليها الأشخاص لصنع قراراتهم التي تؤثر على حياتهم، ومقدار التحكم والاختيار المتاح لهم في ظروف حياتهم».[2] ويتطلب منهج أمارتيا في نظرية القدرة «التدخل النشط للمؤسسات مثل الدولة في حياة الناس»،[17] ويهدف نحو «رعاية الابتكار الذاتي للأشخاص عوضًا عن ظروف حياتهم». وأشار كذلك إلى أن «القدرة على تحويل المدخلات إلى فرص تتأثر بالفروقات الفردية المتعددة، والاختلافات الاجتماعية، ما يعني أن بعض الأشخاص يحتاجون أكثر من غيرهم لتحقيق نفس القدر من الإمكانات».[10]
- يرتبط مفهوم «تكافؤ الإجراءات» بالمنظور العام للمعاملة العادلة، ويمكن تعريفه على أنه «الرد على انعدام المساواة في المعاملة بالتمييز من قبل الأفراد والجماعات الأخرى، أو المؤسسات والأنظمة، ومن ضمنها عدم المعاملة بكرامة واحترام»، وفقًا لأحد التعريفات.[18]
- لا يُستخدم مفهوم «التكافؤ في المدركات» بكثرة، ويعني أنّه يجب النظر إلى الإنسان على أنه إنسان يحمل قيمة متساوية.[8]